# Unité urbaine de Champagnole
L'unité urbaine de Champagnole est une unité urbaine française centrée sur la ville de Champagnole, dans le département du Jura, en région Bourgogne-Franche-Comté.

## Données globales
En 2020, selon l'Insee, l'unité urbaine de Champagnole est composée de quatre communes, toutes situées dans le département du Jura, plus précisément dans l'arrondissement de Lons-le-Saunier.
En 2021, avec 9 986 habitants, elle constitue la 3e agglomération du Jura derrière Dole, Lons-le-Saunier et devant Saint-Claude, et la 10e de Franche-Comté.
Sa densité de population s'élève à 274 hab/km² en 2021.
L'unité urbaine de Champagnole est le pôle urbain de l'aire d'attraction de Champagnole.

## Délimitation de l'unité urbaine de 2020
En 2020, l'Insee a procédé à une révision des délimitations des unités urbaines de la France ; celle de Champagnole compte désormais quatre communes.
| Nom                        | Code Insee | Département | Statut       | Superficie (km2) | Population (dernière pop. légale) | Densité (hab./km2) | Modifier                                    |
| -------------------------- | ---------- | ----------- | ------------ | ---------------- | --------------------------------- | ------------------ | ------------------------------------------- |
| Champagnole (ville-centre) | 39097      | Jura        | ville-centre | 20,18            | 8 035 (2022)                      | 398                | modifier les données · modifier les données |
| Cize                       | 39153      | Jura        | banlieue     | 4,19             | 801 (2022)                        | 191                | modifier les données · modifier les données |
| Équevillon                 | 39210      | Jura        | banlieue     | 4,84             | 568 (2022)                        | 117                | modifier les données · modifier les données |
| Ney                        | 39389      | Jura        | banlieue     | 7,26             | 597 (2022)                        | 82                 | modifier les données · modifier les données |